# 锡拉库萨市立剧院

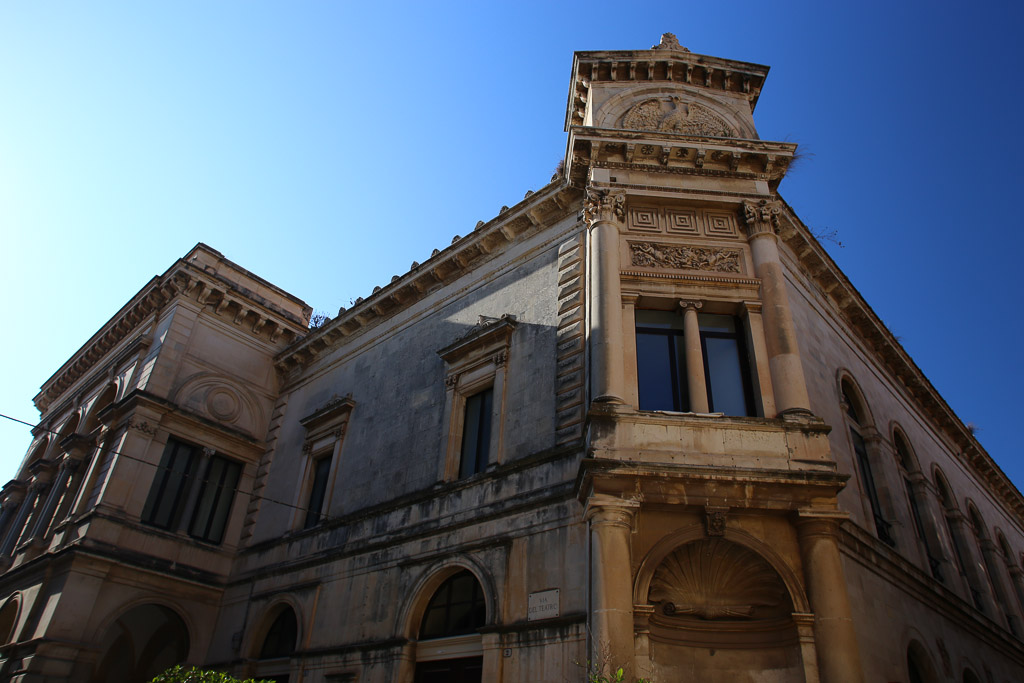

锡拉库萨市立剧院（Teatro comunale di Siracusa）是意大利锡拉库萨的一座剧院，位于奥提伽岛的剧院街（Via del Teatro），它于1897年落成，一直运营到1962年，因维修工作而关闭， 2016年12月26日正式重新开放用于展览。

## 历史

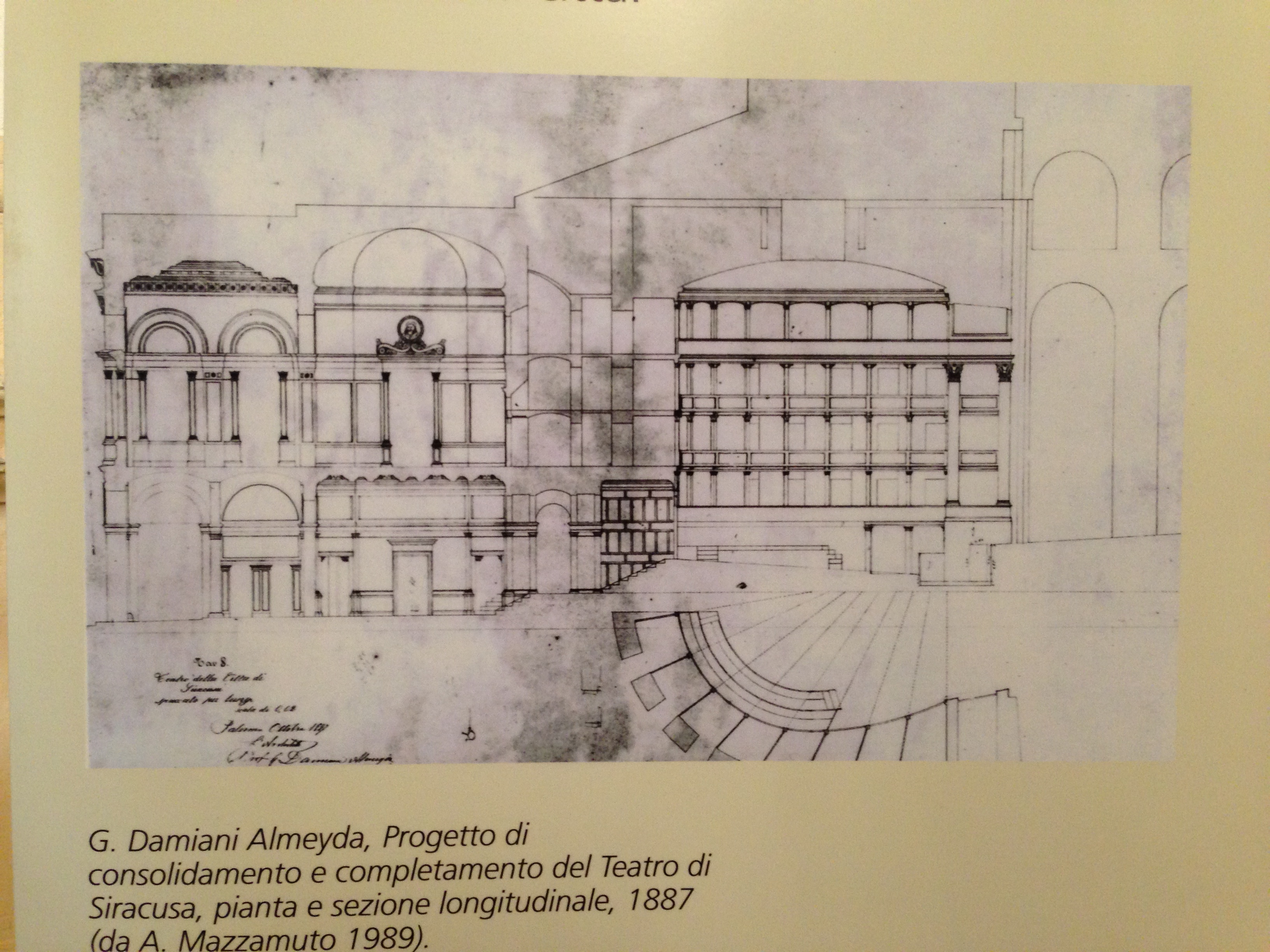

这座剧院的建造可以追溯到1872年3月14日的奠基第一块石头。这项工程是由市长亚历山德罗·斯塔泰拉委托军事工程师安东尼诺·布雷达负责。但很快，由于北立面不对称，工程中断，因此市政当局要求拆除重修有缺陷的建筑。1875年，工程师吉安巴蒂斯塔·巴兹勒接手，提出修改建议。三年后，他同样辞职，改而任命巴勒莫波黎得亚玛剧院的建筑师朱塞佩·达米亚尼·阿尔梅达，他提议拆除已完成的部分，这导致了一场漫长的法律纠纷，经过十年的评估，直到1887年才开始施工。该建筑于1897年5月15日完成，首演剧目是夏尔·古诺的《浮士德》。
1952年，剧院进行了现代化改造，此后剧院一直很活跃，直到1962年因隔壁新普皮洛宫的重建造成了严重的问题，剧院停止活动。

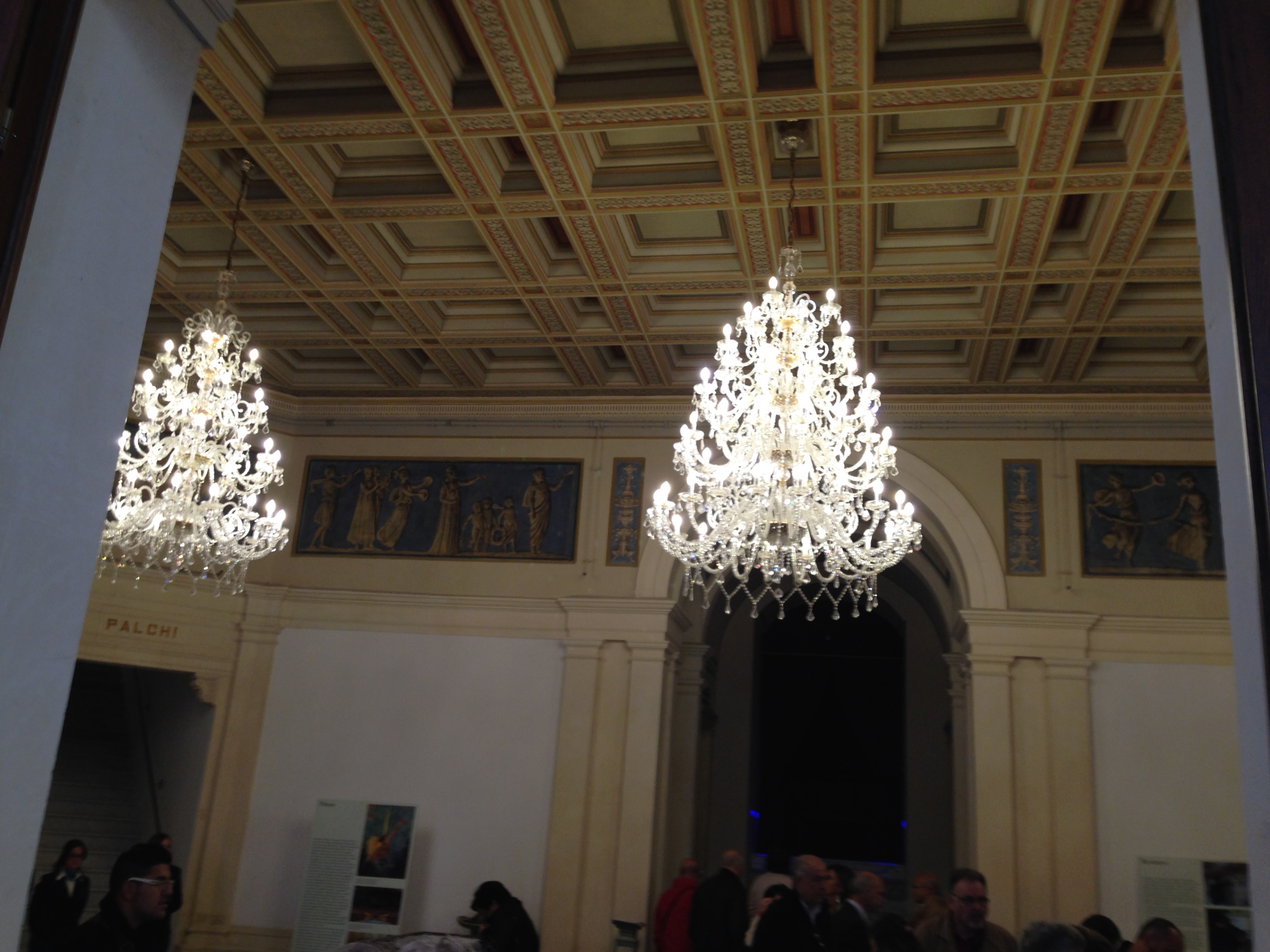

在关闭54年后，2016年12月26日，剧院重新开放。

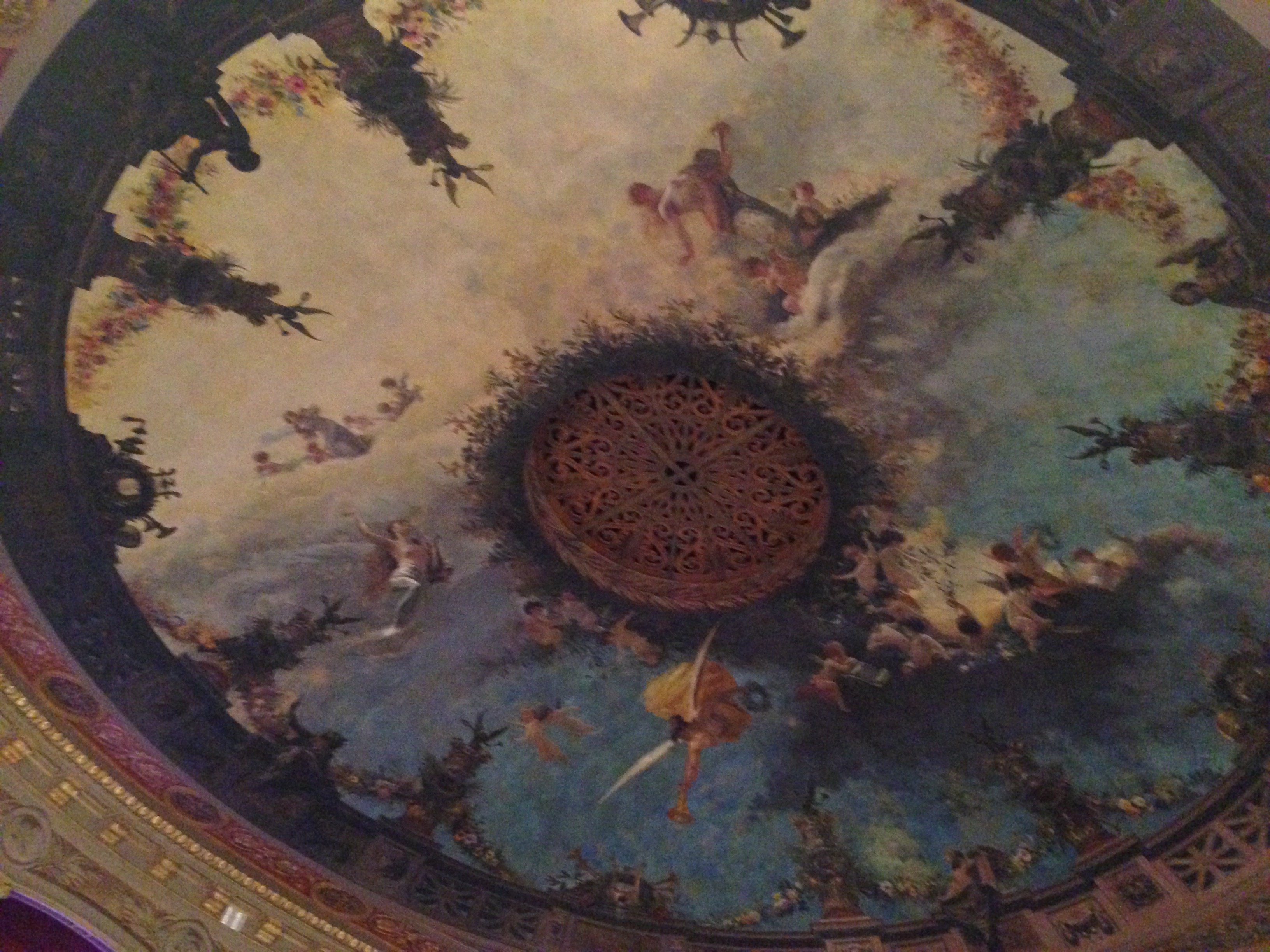
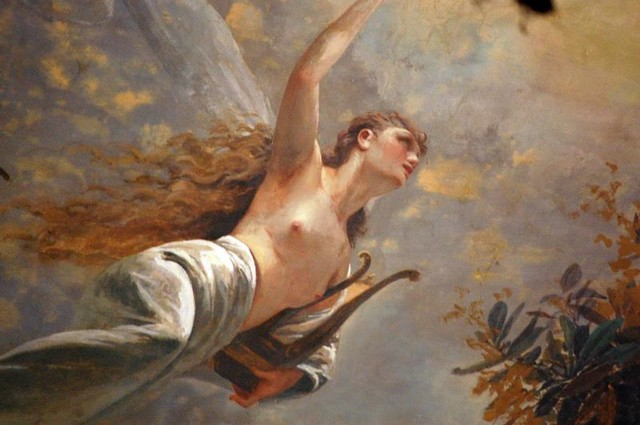
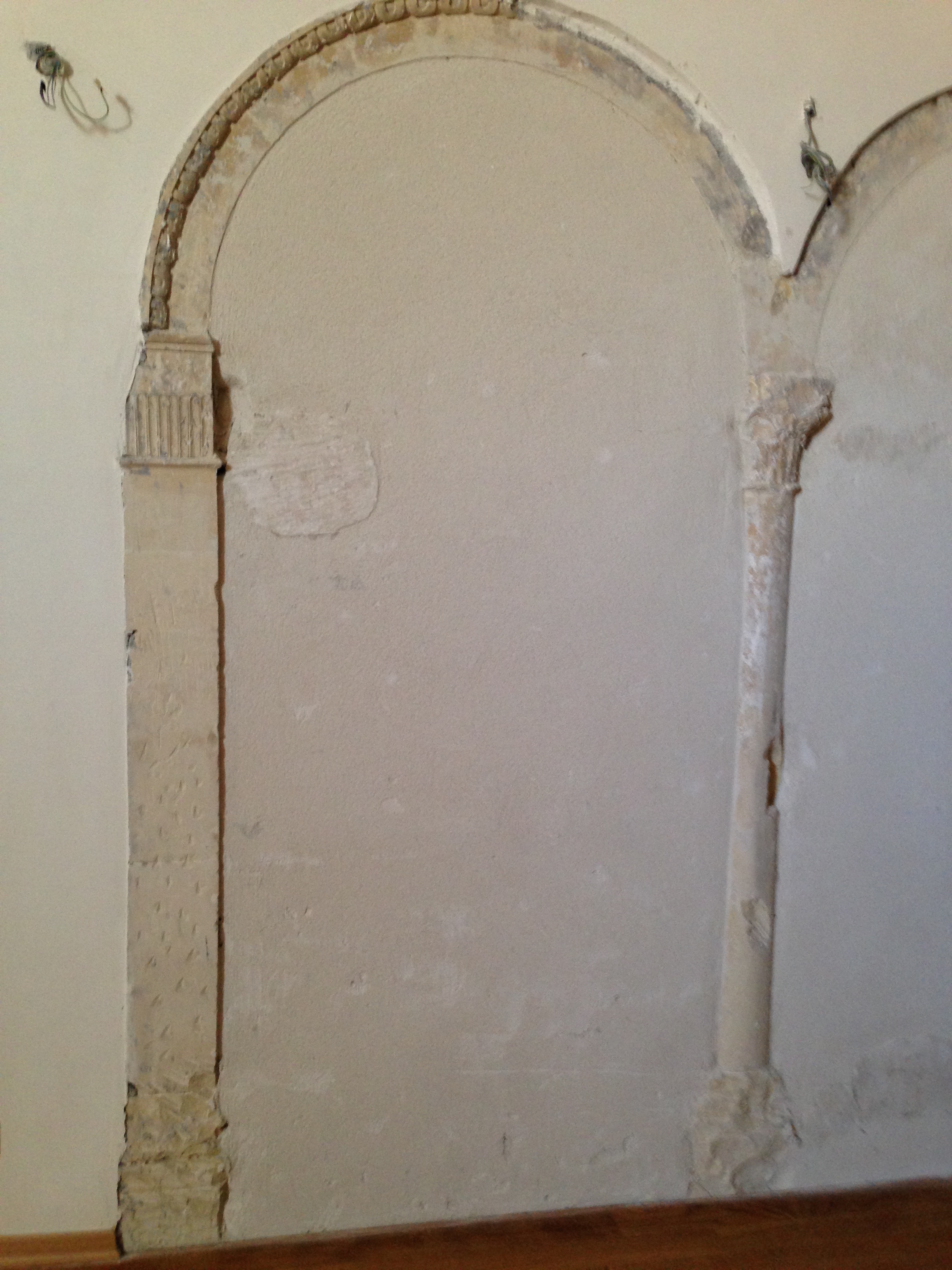
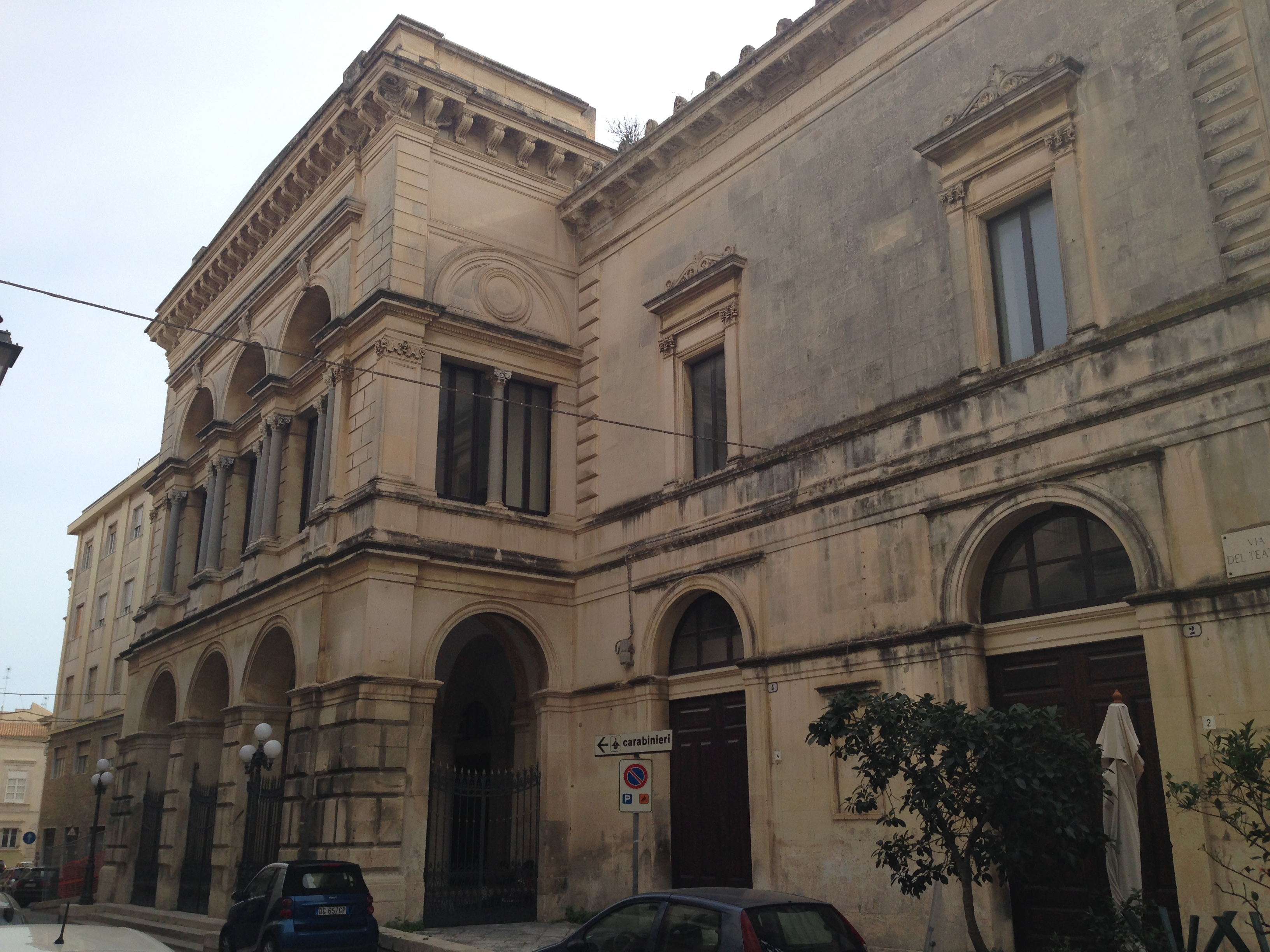
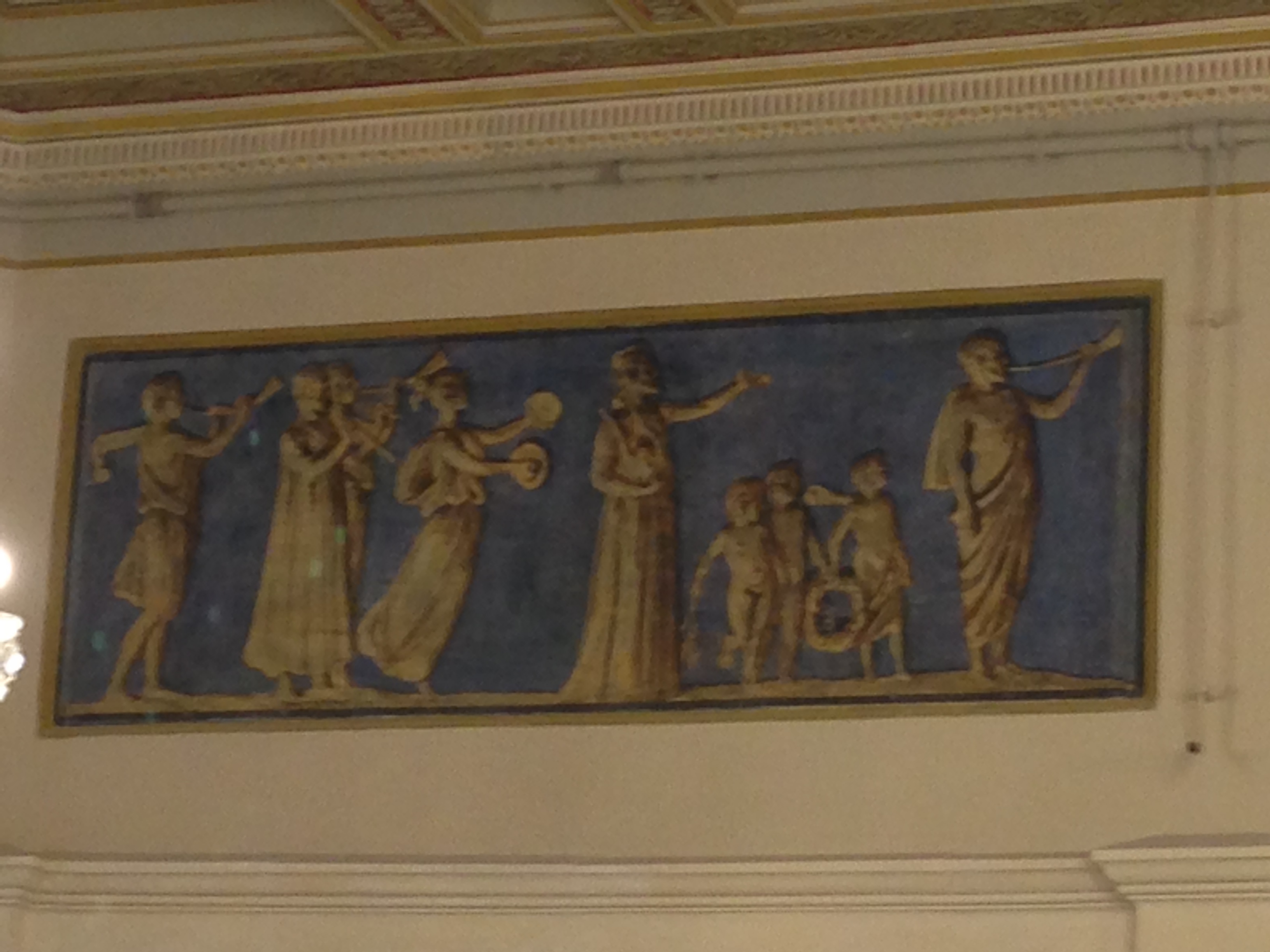
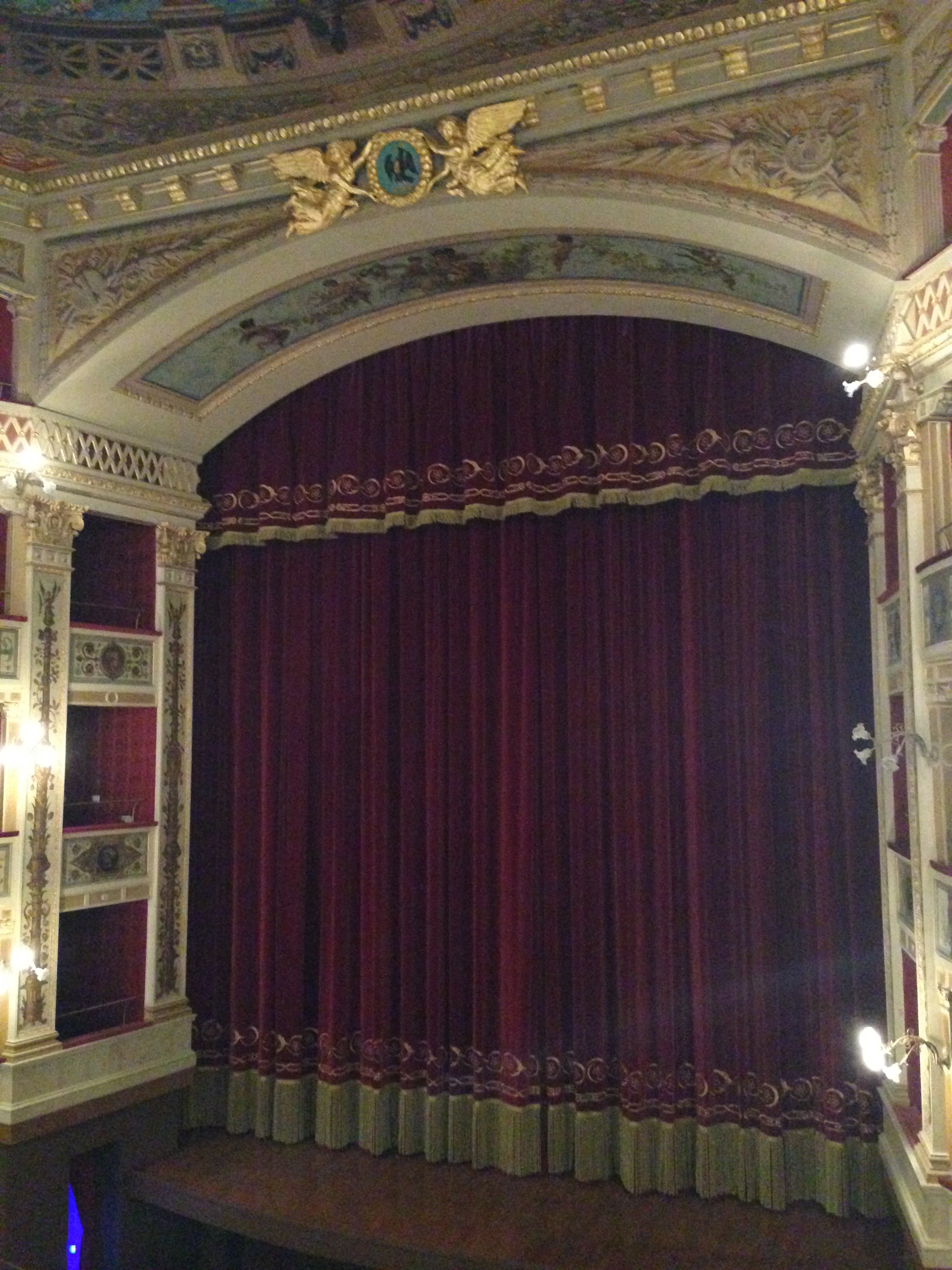
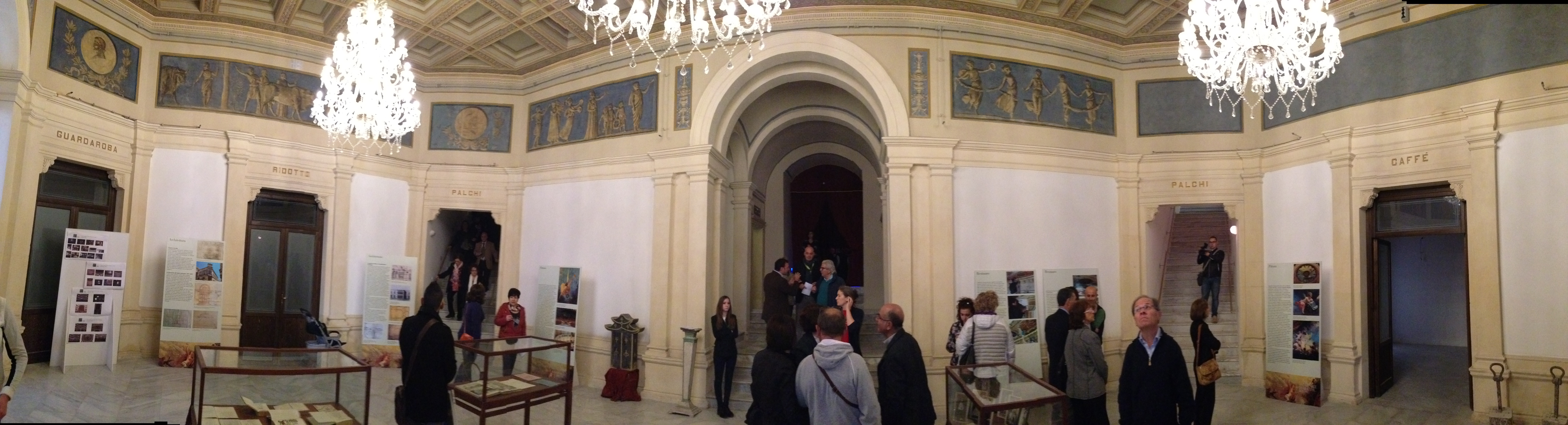